# باتريا خيمينيز
باتريا خيمينيز (بالإسبانية: Patria Jiménez)‏ (ولدت في عام 1957 في سان لويس بوتوسي في المكسيك) هي سياسية مكسيكية.
بعد فوزها في الانتخابات البرلمانية عام 1997 تعتبر أول نائبة ذات ميول جنسية مثلية في تاريخ البرلمان المكسيكي. وتنتمي سياسيا لحزب الثورة والديمقراطية.